# Nytorp, Kärrtorp

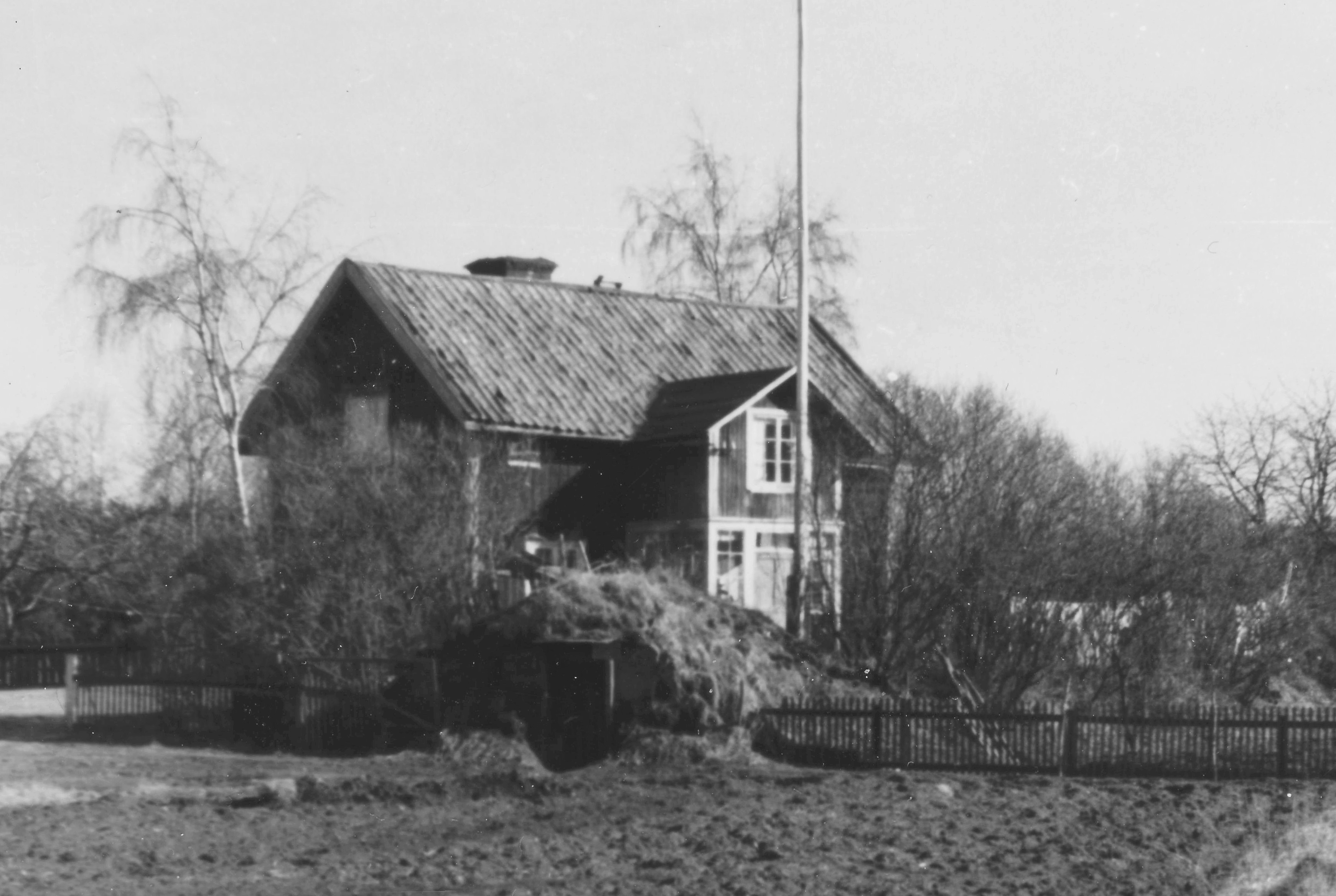
Nytorp 1949.

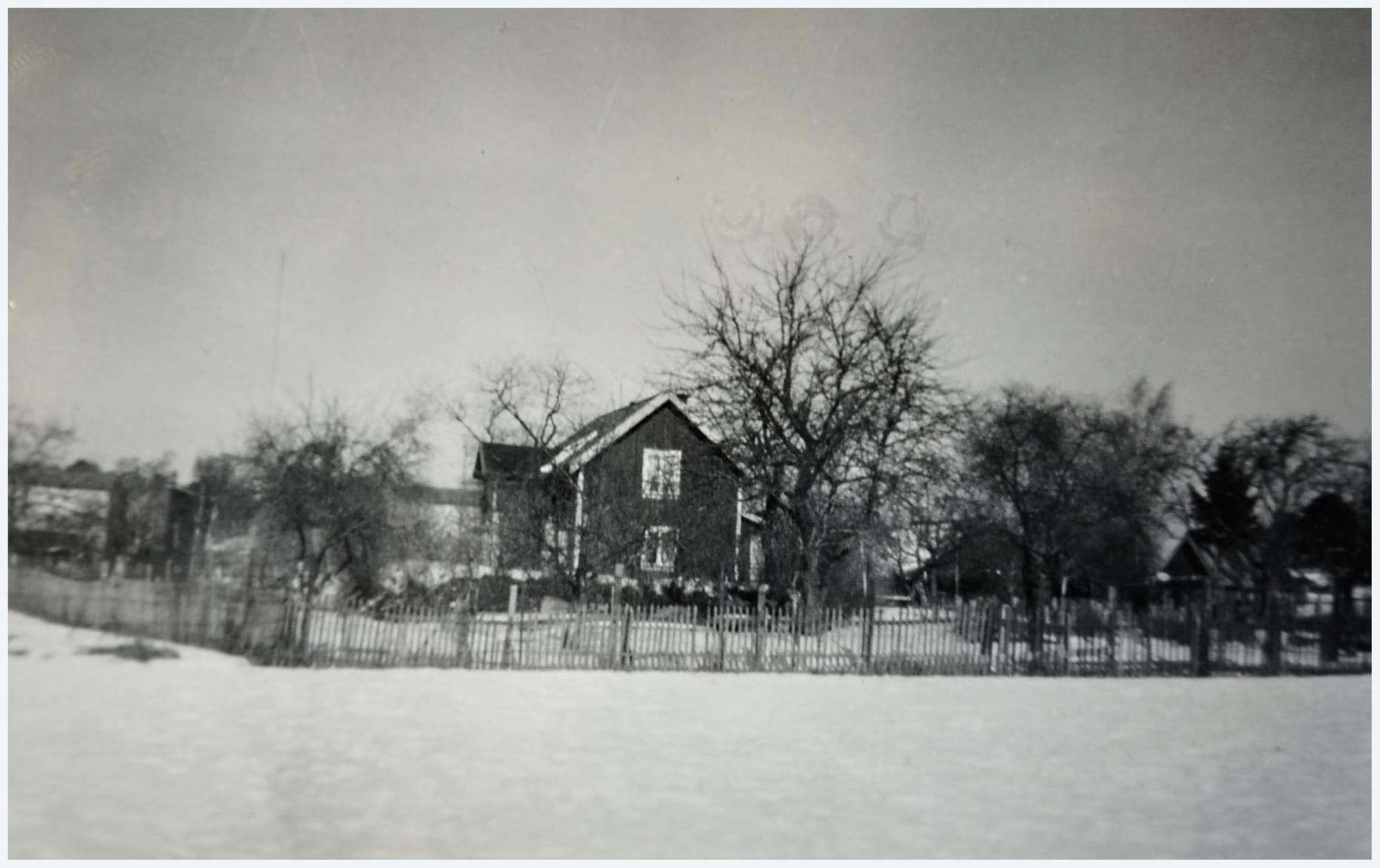
Här kom Nytorpsbadet att anläggas. från ca 1960

Nytorp var ett torp under Hammarby gård i stadsdelen Kärrtorp i Stockholm. Nytorps gärde och Nytorpsskolan är uppkallade efter torpet som försvann i början av 1960-talet när Nytorpsbadet anlades på dess plats.

## Historik
Området var bebodd redan under förhistorisk tid. Vid Nytorpsberget, en liten kulle öster om torpplatsen, ligger ett gravfält från järnåldern (RAÄ 137 i Brännkyrka).
Nytorp uppfördes 1895 och var ett av flera torp som lydde under godset Hammarby vars ägor sträckte sig från Hammarby sjö och Sicklasjön i norr till Skarpnäcks gårds egendom i söder. Där stå fortfarande gränsmarkeringen, kallad Vita sten. Nytorp låg tillsammans med torpet Kärrtorp i Hammarbys södra del och utgjorde den enda historiska bebyggelsen i det som skulle bli stadsdelen Kärrtorp. Av äldre kartor framgår att det fanns en enkel vägförbindelse mellan de båda torpen som gick över Gränsberget. På 1920- och 1930-talen bestod Nytorps bebyggelse av mangården och några uthus som låg nedanför Nytorpsbergets västra sluttning.
Nytorp tillhörde Hammarby fram till 1947 då Stockholms stad förvärvade hela området för att där låta anlägga den nya stadsdelen Kärrtorp. Den första stadsplanen (Pl 3250) över Kärrtorp vann laga kraft den 3 oktober 1947 och redan då reserverades ett större område för ”idrottsändamål” som avsåg ett friluftsbad med cykel- och bilparkering för de badande på platsen för Nytorp. På 1950-talet var Nytorp fortfarande bebodd men i dåligt skick och revs slutligen 1961 när det nya badet anlades.

## Historiska kartor

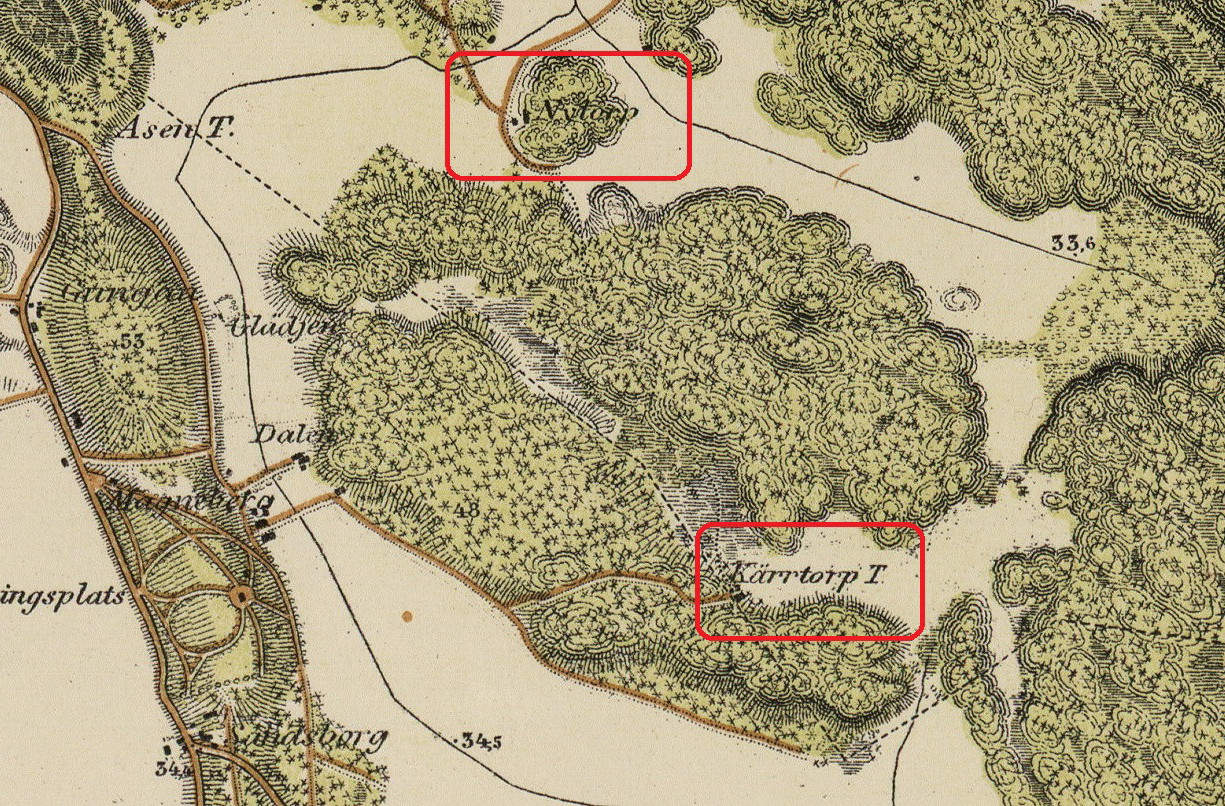
1861.
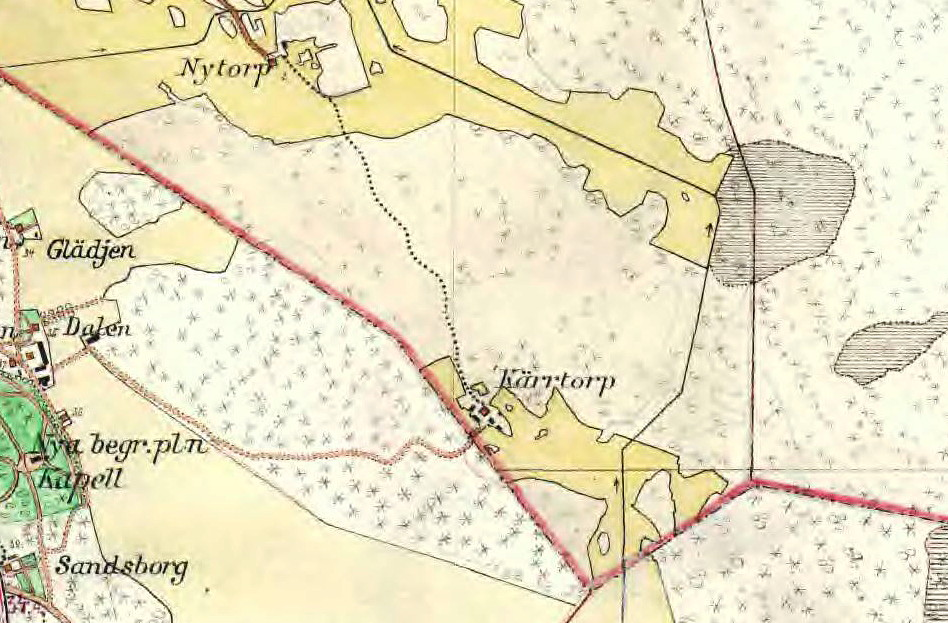
1900.
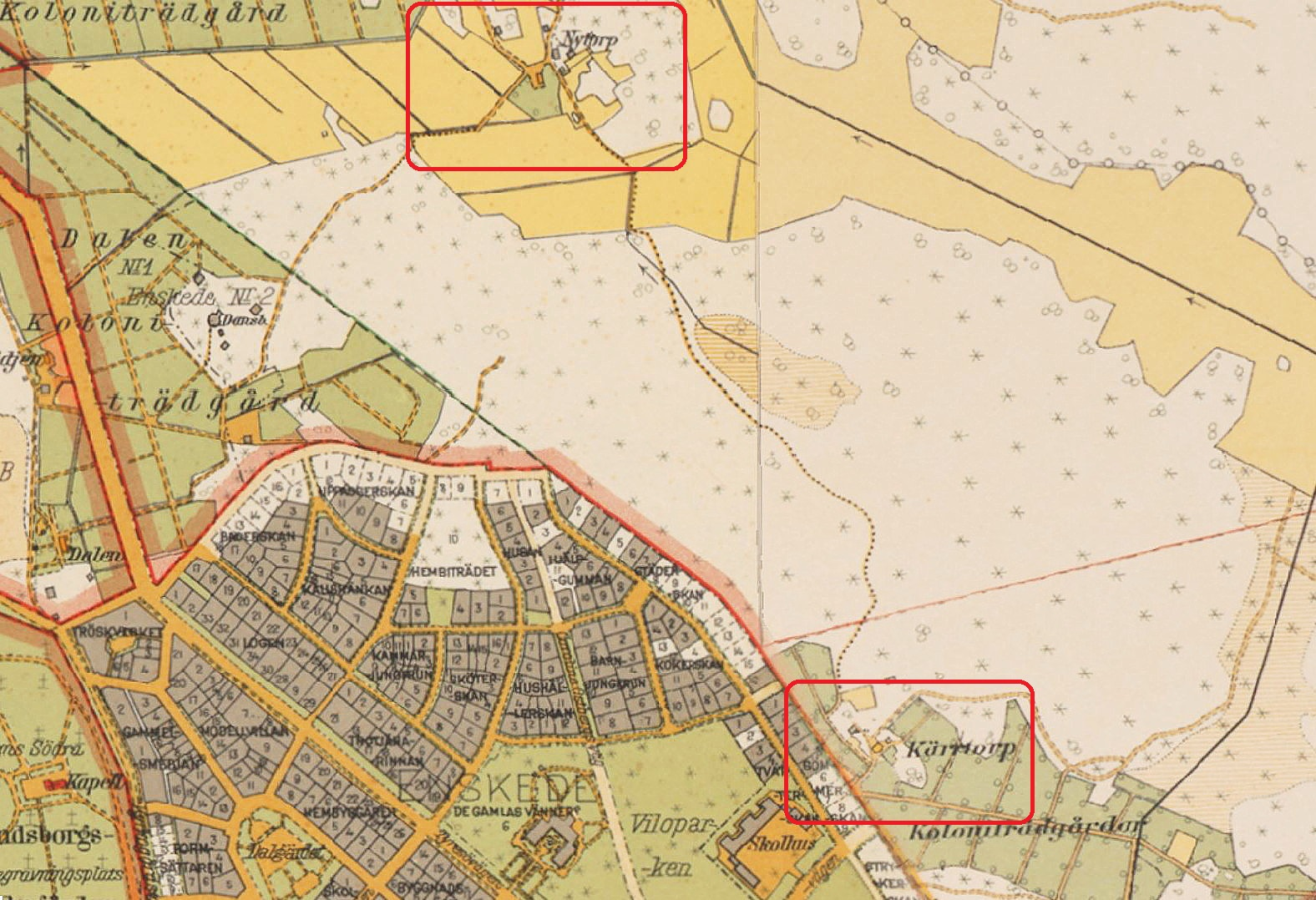
1920.
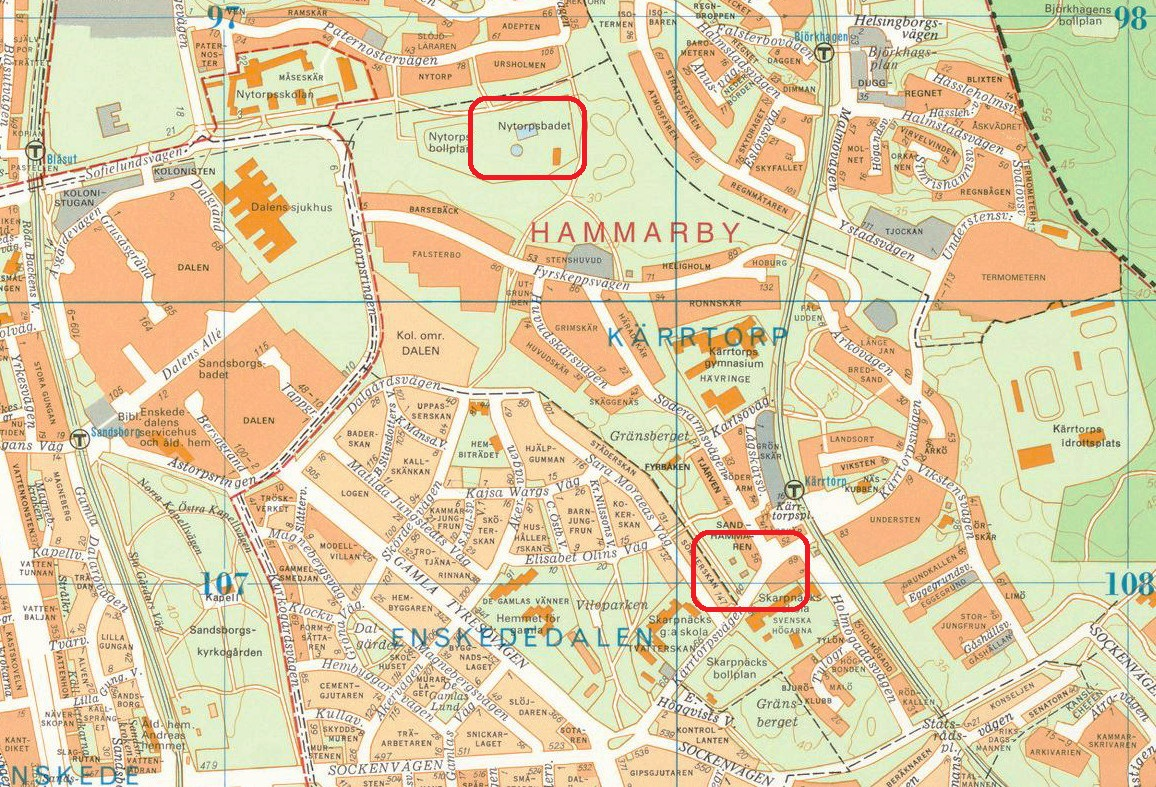
1996.